# Idaea amazonensis
Idaea amazonensis là một loài bướm đêm trong họ Geometridae.